# Lijst van burgemeesters van Gemert
Dit is een lijst van burgemeesters van de voormalige Nederlandse gemeente Gemert. Sinds 1997 maakt Gemert deel uit van de gemeente Gemert-Bakel.
| Ambtsperiode | Naam burgemeester                                            | Partij of stroming | Bijzonderheden |
| ------------ | ------------------------------------------------------------ | ------------------ | -------------- |
| 1820 - 1847  | Hendrik Rietman                                              |                    | eerst schout   |
| 1847 - 1874  | Jan Haest                                                    |                    |                |
| 1874 - 1886  | Gerardus Slits                                               |                    |                |
| 1886 - 1928  | F.K. Buskens                                                 |                    |                |
| 1929 - 1942  | Jan (J.) Phaf                                                |                    |                |
| 1942         | Ernest (E.C.A.) baron van Hövell tot Westervlier en Wezeveld |                    | waarnemend     |
| 1942 - 1944  | J.F.A. Vogels                                                | NSB                |                |
| 1944 - 1945  | Jan (J.) Phaf                                                |                    | waarnemend     |
| 1945 - 1946  | J.L.A. Stevens                                               |                    | waarnemend     |
| 1946 - 1966  | A.P.H. de Bekker                                             |                    |                |
| 1966 - 1979  | Hein (H.M.A.C.) de Wit                                       | KVP                |                |
| 1979 - 1988  | Antoon (A.L.) Heldens                                        | CDA                |                |
| 1989 - 1997  | Jan (J.H.A.G.) van Maasakkers                                | CDA                |                |